# Hallåhallå
Hallåhallå är en svensk komedifilm från 2014 i regi av Maria Blom. I rollerna ses bland andra Maria Sid, Johan Holmberg och Ann Petrén.

## Handling
Hallåhallå utspelar sig i Dalarna och handlar om Disa och Laban och deras barn. Disas man har dock skaffat en ny kärlek och en ny framtid, medan Disa har fastnat i ett liv satt på vänt. En dag dyker dock en pratglad sjubarnspappa från Grycksbo upp på biblioteket, en argsint patient vaknar till liv vid Disas arbete på sjukhuset och en ny kampsport kommer till stan.

## Rollista
- Maria Sid – Disa
- Johan Holmberg – Kent
- Tina Råborg – Wenche
- Carl Jacobson – Laban
- Isabelle von Saenger – Camilla
- Karin Ekström – Mary
- Miri Klarquist – Alva
- Celina Almqvist – Elin
- Ann Petrén – Irene
- Gunilla Nyroos – Ditte
- Tomas Laustiola – Håkan
- David Lindgren – Micke
- Sofia Rönnegård – Lisa
- Fredrik Hammar – krav maga-instruktör
- Yngve Sundén – granne
- Sören Nordqvist – Kents far
- Maria Norgren – Kents fru #1
- Sofia Sandén – Kents fru #2
- Patrik Pettersson – Hockeyfarsa
- Måns Clausen – Krav Maga-motståndare
- Barbro Engberg – I biblanfiket
- Susanne Hellström – I bibblanfiket
- Hugo Emretsson – Ankan
- Lena Kjellander – Totte
- Michael Östling – I kassan
- Ivan Nissen – Dexter

## Om filmen
Filmen producerades av Lars Jönsson för produktionsbolaget Memfis Film och spelades in i Falun under arbetstitlarna Maria Blom 2012 och Salta apor. Filmen hade biopremiär den 7 februari 2014.
Hallåhallå har visats i SVT, bland annat i juni 2016 och i oktober 2024.